# 4 novembre 1986
Le mardi 4 novembre 1986 est le 308e jour de l'année 1986.

## Naissances
- Abdullah El Baoudi (mort le 11 avril 2012), acteur néerlandais
- Adrian Zaugg, pilote automobile sud-africain et suisse
- Alexz Johnson, chanteuse canadienne
- Alsény Camara, joueur de football guinéen
- Angelica Panganiban, actrice et mannequin philippine
- Brandon LaFell, joueur de football américain
- Brendan Green, biathlète canadien
- Daniele Oliveira, volleyeuse brésilienne
- Florian Skilang Temengil, lutteur palaois
- Héléna Soubeyrand, actrice française
- Hanna Jaff Bosdet, personnalité politique mexicaine
- Jamie Wong, coureuse cycliste hongkongaise
- Johanna Cortinovis, joueuse de basket-ball française
- Kim Soo-myun, gymnaste sud-coréen
- Kirsty Yallop, joueuse de football néo-zélandaise
- Kristin Cast, écrivaine américaine
- Magnus Häggström, joueur de hockey sur glace suédois
- Mario Altmann, joueur de hockey sur glace autrichien
- Natalie Pérez, actrice argentine
- Saër Sène, footballeur français
- Szymon Pawłowski, joueur de football polonais

## Décès
- Abdallah al-Yafi (né le 7 septembre 1901), homme politique libanais
- Gabrielle Baron (née le 22 août 1895), écrivain français
- Kurt Hirsch (né le 12 janvier 1906), mathématicien britannique

## Événements
- Élections sénatoriales américaines de 1986 : les démocrates redeviennent majoritaires au Sénat.
- Troisième Conférence sur la sécurité et la coopération en Europe (CSCE) à Vienne.
- Découverte des astéroïdes (15227) 1986 VA, (17405) 1986 VQ2, (4093) Bennett, (4667) Robbiesh et (4699) Sootan
- Fin de la coupe de la fédération soviétique de football 1986
- Sortie de l'album Get Close des Pretenders
- Sortie de l'album They Might Be Giants du groupe They Might Be Giants
- Sortie de l'album Trilogy d'Yngwie Malmsteen